# Los tres amigos
Los tres amigos es una fábula de Esopo.

## Argumentación
Un buen hombre, ya próximo a morir, llamó a sus tres amigos: su dinero, su mujer y sus buenas acciones para despedirse. Su dinero le prometió encender un cirio para alumbrar su soledad, su esposa le dijo que iba a acompañar sus despojos hasta la tumba. Pero sus buenas acciones le dijeron que no tenía por qué despedirse, ya que le prometieron que iban a estar con él en la otra vida.
La moraleja de la fábula es que la virtud y las buenas acciones se agigantan con la muerte.
- Datos: Q5981247